# アルファロメオ・グランスポルト・クアトロルオーテ
グランスポルト・クアトロルオーテ（Gran Sport Quattroruote）は、イタリアの自動車メーカーアルファロメオが1965年から1967年まで生産した2ドア・オープンカーである。

## 概要
イタリアの自動車雑誌クアトロルオーテを主宰していたジャンニ・マッツォッキが、ミッレミリアなどのスポーツカーレースで活躍した6C・1750グラン・スポルトを復刻させようと提唱したのが始まりである。忠実に復刻するのではなく現代（1965年）のアルファロメオのコンポーネンツを用いて当時の雰囲気を現代に蘇らせるのが目的だった。この企画はアルファロメオとオリジナルの6C・1750グラン・スポルトも手がけたカロッツェリア・ザガートがそれに応える形でスタートした。
エクステリア・デザインはザガートが当時の図面を引っ張り出して、それを元に新しくデザインを起こした。
パワーユニットは101系ジュリアTIおよびジュリア・スパイダーの4気筒1,600ccDOHCエンジンとギアボックスを流用している。足回りもジュリアの設計を用いている。ステアリング機構はラック・アンド・ピニオン式を採用しており、ウォーム・アンド・セクター式を採用した101系ジュリア、ジュリア・スパイダーに比べて、前輪の荷重負担が軽減されている。ブレーキはボディデザインに合わせてドラムブレーキ式が採用された。
1965年にプロトタイプが完成しトリノ自動車博物館で行われたカロッツェリア・イタリアーナにて披露された。この時披露されたプロトタイプはオリジナルの6C1750グラン・スポルトに倣ってステアリング位置は右側だった。
生産台数は50台限定（一説には75台）の予定だったが、その後注文生産になったため総計約92台が造られた。当時アルファロメオのディーラーだった伊藤忠オートの記録簿によれば、6台が日本へ正規輸入されている。そのうち2台が特注で造られた右ハンドル仕様だった。右ハンドル仕様についてはボディの構造上、ペダル周りが狭くなってしまうため、スカットルの右側にバルジを設けることでこの問題を解決している。